# ترجمه (زیست‌شناسی)

عکس نشان‌دهندهٔ ترجمهٔ mRNA و سنتز پروتئین توسط ریبوزوم می‌باشد.

ترجمه (translation) یک فرایند درون سلولى است که طی آن پروتئین‌ها ساخته می‌شوند زیرا هیچ معادل آمینو اسیدی ندارند. بعد سلول تقسیم میشود
در فرایند ترجمه، چیدمان نوکلئوتیدها در رنای پیک(m RNA) به چیدمان اسیدهای آمینه در پروتئین برگردانده می‌شوند. در این فرایند، در واقع اسیدهای نوکلئیک که رمزهای یک ژن هستند در ریبوزم خوانده می‌شوند و از روی آن رمزها، پروتئین که از اسیدهای آمینه درست شده‌است، ساخته می‌شوند.
این فرایند در درون‌ سلول و توسط ريبوزوم‌ها صورت می‌گیرد. در ترجمه آران‌ای‌های پیام رسان، آران‌ای‌های ناقل، آران‌ای‌های بی‌رمز، آران‌ای‌های رناتنی و… شرکت دارند. در ترجمه کدون پایان و اپراتور ترجمه نمی‌شوند.
فرایند ترجمه را می‌توان به سه مرحله تقسیم کرد:

## مرحلهٔ آغاز
بخش کوچک‌تر ریبوزوم (زیر واحد کوچک) در مجاورت کدون آغاز (AUG) به mRNA(آر ان ای پیام رسان) متصل می‌شود. سپس بخش بزرگتر ریبوزوم (زیر واحد بزرگ) به بخش کوچک می‌پیوندد و ساختار ریبوزوم برای ترجمه کامل می‌شود.
هر ریبوزوم دو جایگاه دارد: یکی جایگاه P (برای پلی پپتید در حال ساخت) و دیگری جایگاه A(برای آمینو اسید). در مرحله آغاز tRNA آغازگر (آر ان ای ناقل) که ناقل آمینو اسید متیونین است به جایگاه P وارد می‌شود و در آنجا با کدون آغاز (AUG) رابطهٔ مکملی برقرار می‌کند.

## مرحلهٔ ادامه (طویل شدن)
هر ريبوزوم دو جایگاه دارد. كدون و آنتى كدون، ابتدا وارد جایگاه اول (جایگاه P برای پلی‌پپتید در حال ساخت) و رمز و پادرمز بعدی وارد جایگاه دوم (جایگاه A) می‌شوند. بعد از قرار گرفتن رمز دوم آر ان‌ ای پیام‌رسان در جایگاه دوم، آر ان‌ ای جابجایی مکمل به آن متصل شده و اسید آمینه جایگاه اول به اسید آمینهٔ جایگاه دوم پیوند پپتیدی می‌دهد و رمز آغاز از جایگاه اول خارج می‌شود. حالا ريبوزوم به اندازهٔ یک كدون بر روی آر ان‌ ای پیام‌رسان به جلو حرکت می‌کند و كدون و آنتى كدون دوم به جایگاه اول که به تازگی خالی شده‌است وارد می‌شوند و كدون سوم به جایگاه دوم وارد می‌شود.
ريبوزوم به همین ترتیب بر روی آر ان‌ ای پیام‌رسان حرکت می‌کند و تا انتهای آن ادامه می‌دهد تا به كدون پایان برسد.

## مرحلهٔ پایانی
وقتی یکی از كدون های پایان درون جایگاه A قرار گیرد، ترجمه پایان می‌پذیرد. چون هیچ آران‌ای جابجایی‌ای (tRNA) برای كدون پایان وجود ندارد، و عواملی بنام آزاد کننده وارد جایگاه A که کدون پایان در آن قرار گرفته، می شوند.در این حال دو بخش ريبوزوم یعنی زیرواحد کوچک و بزرگ از یکدیگر جدا می‌شوند. و رشته ی پروتئین ساخته شده و آر ان ای پیک رها می شوند. زیرواحد های ریبوزوم می توانند مجددا این مراحل را تکرار کنند تا چندین نسخه از یک پلی پپتید ساخته شود.  
اعمال عوامل آزاد کننده (Release Factors):
1. شناسایی کدون پایان در جایگاه A
2. جدا کردن tRNA آخر موجود در جایگاه P
3. جدا کردن دو زیرواحد کوچک و بزرگ ریبوزوم